# Dumaniv, Camenița
Dumaniv (în ucraineană Думанів) este o comună în raionul Camenița, regiunea Hmelnîțkîi, Ucraina, formată numai din satul de reședință.

## Demografie
Componența lingvistică a comunei Dumaniv
     Ucraineană (99,11%)
     Alte limbi (0,78%)
Conform recensământului din 2001, majoritatea populației comunei Dumaniv era vorbitoare de ucraineană (99,11%), existând în minoritate și vorbitori de alte limbi.